# Entre Pancho Villa y una mujer desnuda
Entre Pancho Villa y una mujer desnuda es una película mexicana de 1996 (basada en el libro "Entre Villa y una mujer desnuda" escrito por Sabina Berman), dirigida por esta última e Isabelle Tardán y protagonizada por Arturo Ríos,  Jesús Ochoa y Diana Bracho en la que se narran las aventuras de Gina (Bracho) y Adrián (Ríos), durante una relación que ambos mantienen y el mutuo interés por Pancho Villa (interpretado por Ochoa) quien será la conciencia de Adrián.

## Sinopsis
Gina (Diana Bracho) es una moderna mujer de negocios de casi cincuenta años, tiene un amante llamado Adrián (Arturo Ríos), al que ve de vez en cuando para tener relaciones sexuales. Ambos se sienten atraídos por la figura histórica de Pancho Villa, mientras que él admira su poder, ella admira su virilidad.
Gina ayudara a su amante Adrián (quien es periodista) a escribir un libro sobre Pancho Villa, y durante la escritura de este, ella descubre la similitud entre la relación de Villa con las mujeres a la que ella y Adrián sostienen. Harta de solo tener relaciones sexuales, le dice que decidió casarse con él y que tengan un hijo, este se marcha para comprar cigarrillos y desaparece tres meses. Gina se olvida de él y se consigue un novio nuevo (quien tiene la mitad de la edad de ella), y cuando Adrián trata de recuperarla, ella lo rechaza y lo humilla, es ahí donde Pancho Villa aparece como su conciencia machista quien le ayuda para hacer cualquier cosa para obtener a Gina de vuelta.

## Elenco
- Jesús Ochoa - Pancho Villa
- Diana Bracho - Gina López
- Arturo Ríos - Adrián
- Gabriel Porras - Ismael
- Pilar Ixquic Mata - Andrea
- Angelina Peláez - Madre de Villa
- Zaide Silvia Gutiérrez - Mujer de Villa
- Daniela Luján - Daniela
- Delia Casanova - Primera esposa de Adrián
- Marta Aura - Segunda esposa de Adrián
- Enrique Singer - Intelectual moderador
- Julián Pastor - Intelectual 1
- Otto Minera - Intelectual 2
- María Fernanda García - Mujer desnuda
- Janet Pineda - Hija 1 de Adrián
- Margarita Pineda - Hija 2 de Adrián
- Natalia Cárdenas - Hija 3 de Adrián
- Daniela Barrios - Hija 4 de Adrián
- Antonio Cristani - Capitán del restaurante
- Adriana Olivera - Mesera del restaurante
- Arminios Arzate - Sargento 1
- Gerardo Soublette - Sargento 2
- Felipe Pérez - Dimas, director de la Danzonera
- Juan Díaz y sus Morenos - Mariachi